# ソウル特別市庁

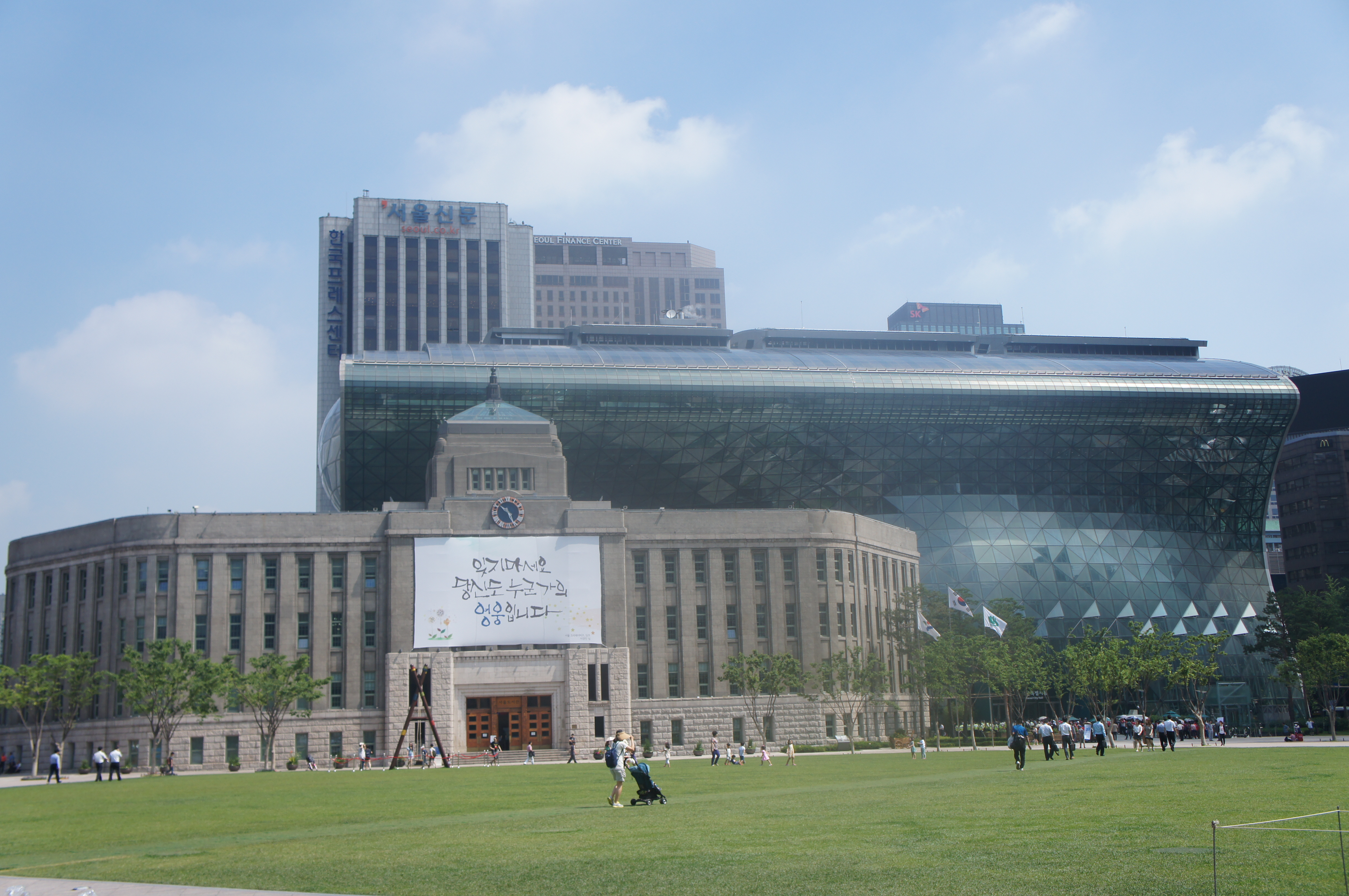
旧庁舎と新庁舎

ソウル特別市庁（ソウルとくべつしちょう）は、大韓民国ソウル特別市の行政を執行する機関および建築物。単にソウル市庁、もしくは日本語ではソウル市役所とも表記される。軒の深い陰影と曲線美を華麗にすることで親近感が目立つようにしたことが大きな特徴である。

## 概要
ソウル旧庁舎は日本統治時代の1924年に着工、1926年に京城府庁舎として完成した。新庁舎は2012年8月27日に竣工、同年9月1日から運用を開始した。旧庁舎は図書館として活用されており、また2003年には登録文化財52号に指定されている。

## 周辺
- ソウル広場
- 市庁駅